# Бланкенрат
Бланкенрат (нем. Blankenrath) — община в Германии, в земле Рейнланд-Пфальц.
Входит в состав района Кохем-Целль. Подчиняется управлению Целль (Мозель). Население, согласно данным от 31 декабря 2009 года, составляет 1728 человек (прошлая перепись зафиксировала на 31 декабря 2006 года 1743 человека). Занимает площадь 4,59 км².

## История

### Ранняя история — Средневековье
История Бланкенрата уходит своими корнями в период IX—X вв., в момент, когда эпидемии болезней и постоянные войны вынудили переселенцев сниматься со своих нажитых мест и искать место проживания вдали от населённых долин рек, таких, как лежащая неподалёку долина реки Мозель. Согласно местным исследованиям, деревня выросла из трёх крестьянских владений, названных Метценхоф (нем. Metzenhof), Гайерсхоф (нем. Geiershof) и Румерсхоф (нем. Rumershof).
Историческими свидетельствами развития поселения может служить, прежде всего, грамота о вассальной зависимости Бланкенрата, принадлежащая Герлаху фон Браунсхорну (нем. Gerlach von Braunshorn), относящаяся к 1347 году и приписывающая всё владение графу Иоганну фон Клеве (нем. Johann von Kleve). В 1362 году, после смерти Герлаха, через брак его потомков местечко перешло во владение графского семейства Виннебург (руины замка Виннебург до сих пор доступны к осмотру недалеко от городка Кохем в долине реки Мозель). Позднее владения эти были присоединены к Трирскому архиепископству, графству Шпонхайм (нем. Sponheim) и графству Байльштайн. Произошло это в период правления внуков Герлаха, которых звали Куно и Герлах фон Виннебург; из-за долгов семейства они заложили Бланкенрат в 1375 году в Трирском архиепископстве за 17000 гульденов. Их потомки не собрали таковой суммы целиком и в итоге, через 164 года после первоначального денежного перевода сумма возросла до 17400 гульденов. Однако, к тому времени у семейства уже не оставалось надежд на возвращение владения, архиепископство и Шпонхайм настолько усилили своё влияние, что сделки не произошло.

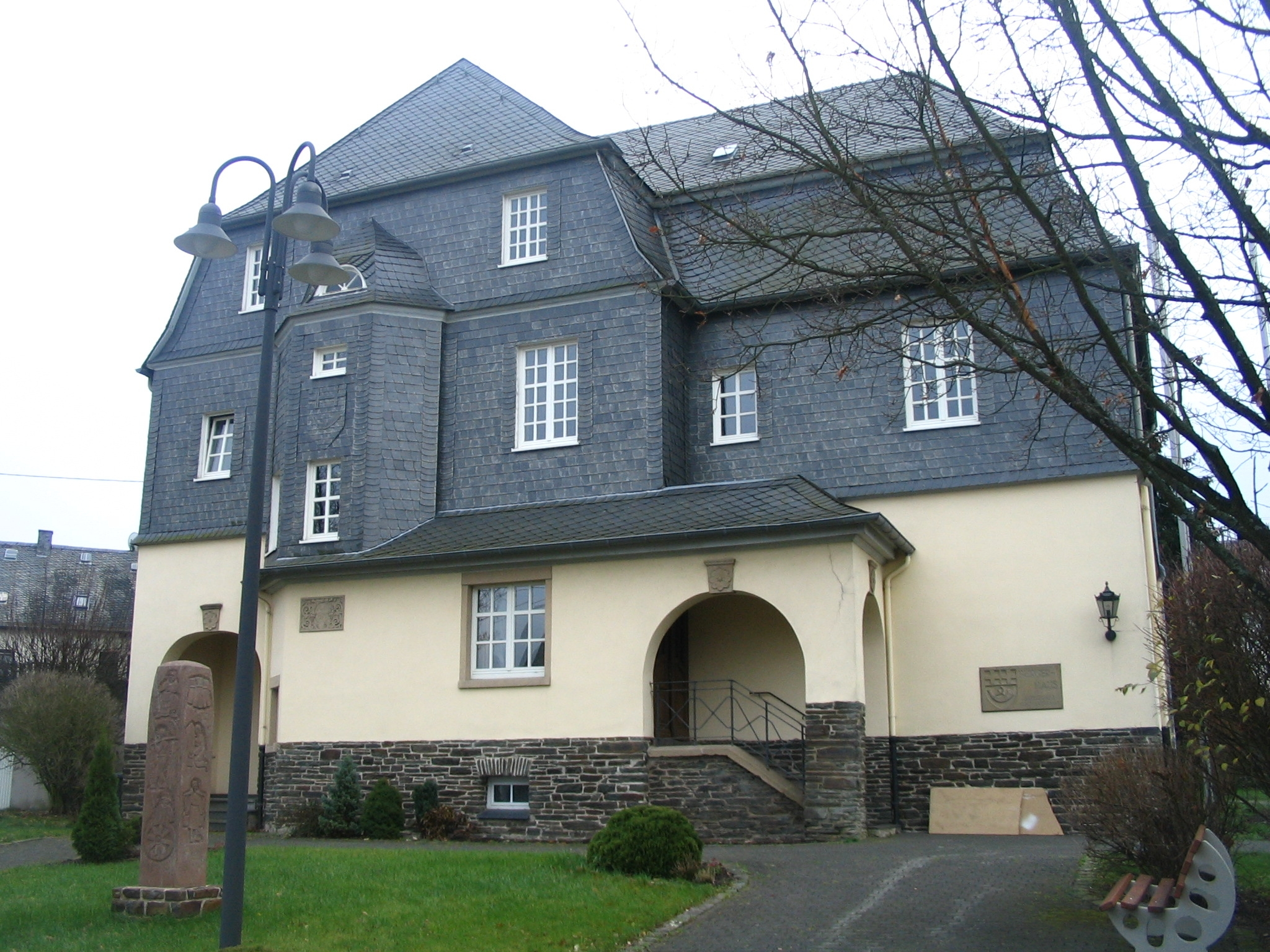
Историческое здание бюргерского дома

В 1690 году вся деревня была уничтожена в ходе военных действий, сохранились только три фермы.

### Позднее Средневековье — Новое время
Тем временем, продолжались споры относительно того, кто имеет главенствующее право владеть данным местечком. Разногласия разного рода продолжались в течение более чем двух с половиной веков, и обсуждались даже в Имперском камеральном суде в Вецларе, но решение так и не было найдено. Конфликт окончательно превратился в чисто теоретический юридический спор только тогда, когда вся Священная Римская империя германской нации со всеми своими правящими институциями, включая все правящие фамилии и имперский камеральный суд, была сметена с лица земли в конце XVIII — начале XIX веков в результате французских революционных войн и интервенции войск Наполеона I Бонапарта.
Начиная с 1794 года, Бланкенрат находился под французским управлением. Соседствуюая с ним деревня Райденхаузен, которая до этого составляла с ним единый муниципалитет, была отделена. В 1814 году Бланкенрат был присоединён к Королевству Пруссия в результате собранного странами-победителями Венского Конгресса, и согласно его решениям, был учреждён амт Бланкенрат.

### Новейшее время
С 1946 года Бланкенрат был частью новообразованной федеральной земли Рейнланд-Пфальц. Согласно условиям подписанного 18 июля 1970 года Закона об упрощении управления (нем. Verwaltungsvereinfachungsgesetz), вступившего в силу 7 ноября 1970 года, муниципалитет путём присоединения к другим составил часть объединённой общины Целль (нем. Zell Verbandsgemeinde), потеряв статус амта в ходе послевоенных административных преобразований.

## Культура и достопримечательности

### Здания и постройки
Список согласно Управлению памятников культуры Рейнланд-Пфальца:

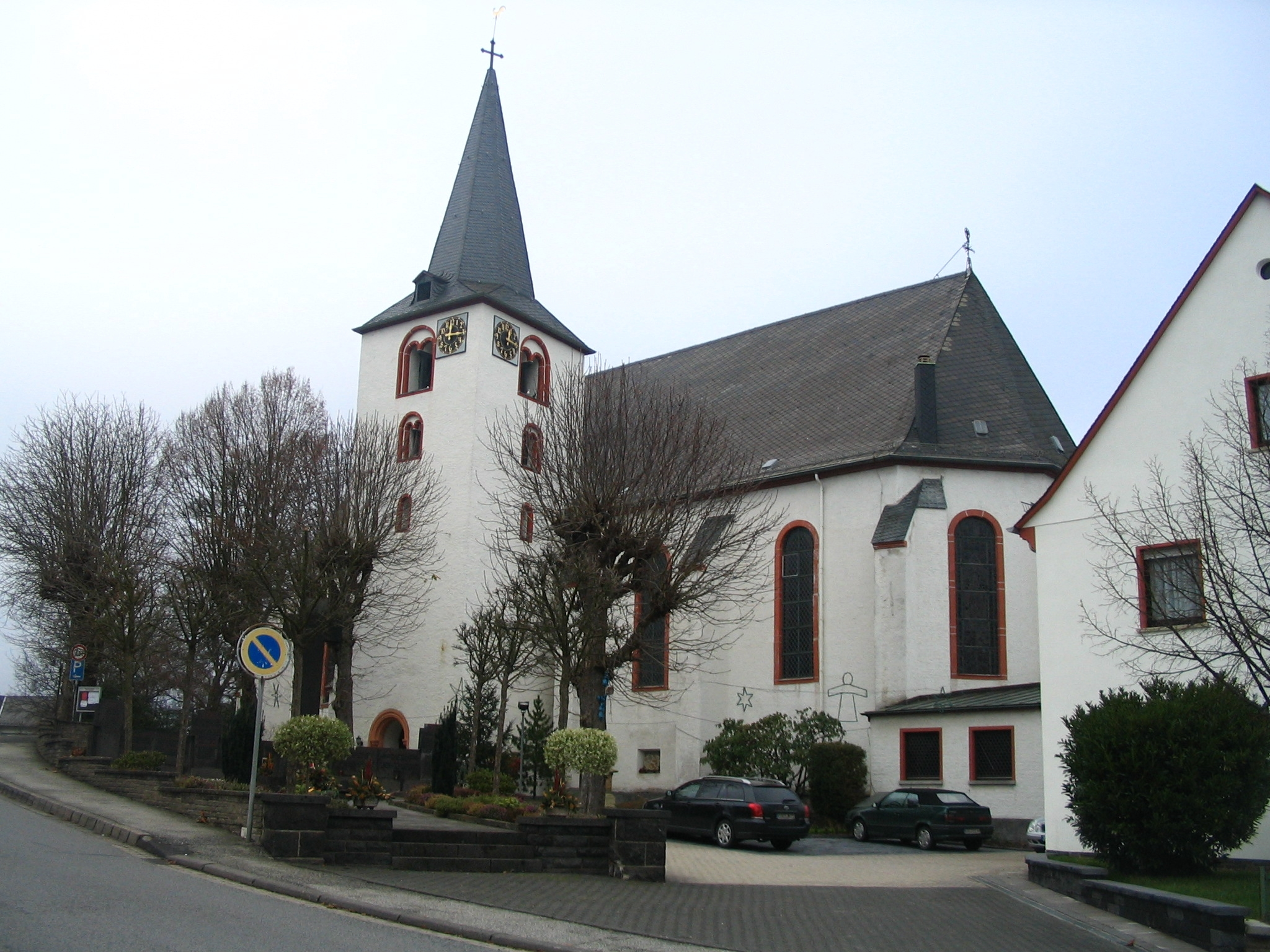
Католическая церковь Вознесения девы Марии

- Walhausener Straße — католическая церковь Вознесения девы Марии (нем. Kirche Maria Himmelfahrt) — романская колькольня, здание без приделов в стиле барокко, построенj в 1761 году; портик церкви построен в неороманском стиле; на дворе церкви в пределах ограды находится пьета XIX века, а также распятие в неоготическом стиле, также XIX века. Комплекс включает в себя также старое кладбище.
- Hesweiler Straße, 1 — вилла, построенная в стиле экспрессионизма в 1933 году.
- Hesweiler Straße, 12 — дом в традиционном стиле фахверк, Quereinhaus (сочетание в одном здании помещений жилого и коммерческого предназначения, разделённых в доме посередине, перпендикулярно улице), постройка 1876 года.
- Hunsrückstraße, 17 — дом в традиционном стиле фахверк, Quereinhaus (сочетание в одном здании помещений жилого и коммерческого предназначения, разделённых в доме посередине, перпендикулярно улице), постройка 1875 года, здание определяет внешний вид всей улицы.
- Hunsrückstraße, 22 — дом в стиле фахверк, XVIII—XIX вв.
- Schulstraße, 3 — бывшее здание школы, построенное в стиле швейцарского шале с мансардной крышей, 1914 год[6].

### Религиозная жизнь
В городе находится католическая церковь Вознесения девы Марии (нем. Kirche Maria Himmelfahrt). Также в городе существует община Евангелической церковь Германии, приход округа Целль-Бад-Бертрих-Бланкенрат, которая владеет собственным домом Мартина Лютера (нем. Martin Luther Haus).

### Общества и клубы
- Спортивный клуб «Бланкенрат» (нем. Sportverein 1927 Blankenrath e.V.)
- Теннисный клуб «Бланкенрат» (нем. Tennisclub Blankenrath e.V.)
- Карнавальное общество Бланкенрата (нем. Blankenrather Carneval Verein 1972 e.V.)
- Местный клуб изучения истории и транспорта (нем. Heimat- und Verkehrsverein)
- Костюмированная труппа (нем. Trachtengruppe)
- Музыкальный клуб «Приходской музыкант» (нем. Musikverein «Kirchspielmusikanten»)
- Мужское певческое общество «Песенник» (нем. Männergesangsverein «Liederkranz»)
- Детский хор «Rainbow Company»
- Стрелковое общество «Св. Хубертус» (нем. Schützenverein «St. Hubertus»)

## Экономика и инфраструктура

### Образование
- Католический детский сад
- Муниципальный детский сад
- Средняя школа/Реальное училище

### Другие учреждения
- Молодёжный центр
- Образовательное учреждение Bildungswerk
- Дом престарелых «Waldpark»
- Добровольческая пожарная бригада